# 冲突世界
《冲突世界》是一款运行于Windows平台的架空历史题材即时战略游戏，由维旺迪游戏旗下的游戏公司Massive Entertainment开发，动视子公司雪乐山发行，由于动视和维旺迪游戏重组为动视暴雪后将制作公司出售给了育碧，而变更为育碧发行。本游戏于2007年9月发布，PC版资料片《冲突世界：苏联进攻》于2009年3月下半月发布。原本作为独立游戏的《苏联进攻》主机版则被动视公司取消。
本游戏由曾与湯姆·克蘭西共同创作小说《紅色風暴》的拉瑞·邦德担任游戏的剧情顾问。游戏的背景设定则发生在平行世界的1989年，由于苏联遭遇经济崩溃并且未能从西方获得外交援助，导致苏联入侵西欧，引发第三次世界大战。

## 游戏
作为最早采用DiretX 10的游戏之一，《冲突世界》的游戏画面加入了柔和粒子技术和容积云技术，并支持战略地图和战局细节的双屏幕玩法。《冲突世界》不提供基地建设和资源收集。玩家在游戏中将有一个预先确定数量的增援点来购买单位。当玩家购买一个单位时将减去相应的增援点，20秒后单位将被空投到指定地点。当一个单位被摧毁，增援点将慢慢地回收：这样玩家就可以继续将增援部队召唤到这场战斗中来。缺乏机动游戏基地和部队建设使游戏更类似的「即时战术游戏」（RTT）。另一个例子是Massive Entertainment的《地面控制》，该游戏有时被认为是《冲突世界》的前身。事实上游戏的设计者认为《冲突世界》是一个RTT游戏。
《冲突世界》包含三个主要阵营：美国、苏联和北约，在多人游戏中均可以使用，在2009年3月推出资料片《冲突世界：苏联进攻》中增加了苏联阵营的单人战役任务。玩家可以在战斗中选择四个中的一个角色：步兵、空军、支援和装甲部队。步兵角色可以使用各种步兵小分队，如反坦克小组，狙击手等。装甲部队角色包括轻型运输车辆和各种坦克。空军可以反装甲，获得制空权，利用直升机侦察和运输。支持角色包含防空单位，火炮和维修单位。玩家可以购买其他角色的基本单位，但价格更贵，这为玩家提供了不同的选择。此外，每个角色都拥有自己独一无二的单位，即不可以被其他角色购买。
大多数单位都有特殊的进攻和防御能力，使用后需要冷却。例如，标准步兵有使用榴弹发射器攻击和短跑机动的能力。《冲突世界》使用了类似《命令与征服：将军》的战术援助制度。战术援助制度可以让玩家执行诸如在呼叫空袭，部署伞兵或地毯式轰炸等行动。

## 單人戰役

冲突世界中的一個大型的前哨戰

《冲突世界》的單人戰役靈感來自決勝時刻系列和榮譽勳章系列。在單人戰役中，玩家需扮演美國陸軍軍官帕克中尉。他的臉容從來沒有在遊戲中顯露出來。在單人戰役中，玩家需要主導軍隊的大部份行動。同時，人工智能則會處理戰場上的其餘行動。與此相反，其他的即時戰略遊戲均完全由玩家操控戰場上的行動。遊戲中，玩家亦可以看到許多不同的地點的軍事行動，其中包括美國、歐洲和蘇聯。單人戰役模式的旁白配音為而亞歷·鮑德溫。

### 故事概要
在1989年11月，蘇聯軍隊突襲了美國華盛頓州的西雅圖。美軍與國民兵在帕克少尉和班農上尉領導對抗蘇軍並撤離平民。在撤離行動結束後與索耶上校及國民兵的偉伯上尉會合，一路向南撤退並進駐華彬莊園，在密蘇里號戰艦的支援下終於迫使蘇軍暫停進攻。一個月後，蘇軍再次向東進攻，目的是佔領特勒堡以阻止美國進行星球大战计划。但蘇聯並不知道該計畫是虛構的，且它的存在是為了避免蘇聯使用核武。因此保衛該設施和避免实情曝光成為了美軍的首要任務，而索耶和他的部隊在特勒堡中進行了一系列的拖延戰鬥，然而由於蘇軍佔有數量優勢，索耶上校被迫下令撤退並對特勒堡進行核武攻擊。班農上尉為了彌補過去的錯誤而自願留下吸引敵軍注意力，最終核彈消滅了殘存的蘇軍，而班農和他的部隊也在核爆中與敵軍同歸於盡。
在美國西海岸爆發戰爭的幾個月之前，因外交手段遲遲無法得到進展的情況下，蘇聯軍隊突然開始大舉進攻西歐。美軍派遣索耶上校、帕克少尉和班農上尉協助北約部隊反擊入侵法國馬賽的蘇聯軍隊。雖然在進行過數場戰役後深入敵區，破壞蘇聯入侵法國的總指揮部迫使敵軍撤退，但是班農卻擅離職守，導致了法國指揮官薩巴蒂爾死亡。後來，他們被送到蘇聯境內執行一項秘密任務，就是從墜毀的B-2轟炸機中尋找飛行員與機上攜帶的情報。任務途中班農上尉由於視線不良而下令對疏散中的平民開火，此事讓索耶上校大為火光。檢視情報過後發現蘇聯有大量潛艦在某座海軍基地進行集結，隨即部隊被派往該座基地進行破壞並搜索情報，最後成功破壞數艘潛艦並從中尋獲一份任務計畫書，內容顯示蘇聯潛艦部隊準備攻擊美國西岸。雖然潛艦行動因為損失大量潛艦且美軍已有防備而宣告失敗，但蘇聯特種部隊仍成功佔領紐約自由島，帕克少尉被指派擔任武裝直升機部隊指揮官，協助美國陸軍遊騎兵擊退入侵紐約的蘇軍。這些蘇軍試圖將化學武器藏在自由女神像內，並將這些化學武器在曼哈頓中釋放出來。隨著帕克有效地襲擊自由島，自由島最終為美軍奪回，且美軍轟炸自由女神像的行動亦因蘇軍的失敗而緊急取消，美軍最終奪回自由島，戰役結束後部隊回到西雅圖進行整休。
在美國特勒堡的核彈攻擊後，帕克少尉與偉伯上尉會合，在仍充滿致命輻射的環境下尋找主力部隊、殲滅蘇聯殘軍，同時也維修被放棄的蘇聯裝甲車成為戰力，最後終於和主力部隊會合。此時傳來一份情報：中華人民共和國加入戰爭並成為蘇聯的盟友。中華人民共和國向亞洲多處發動襲擊，並將支援在西雅圖作戰的蘇軍。美國總統因此問將軍有甚麼方案阻止中國軍隊登陸西雅圖，將軍回答第一個是從歐洲撤回二個師、代價是歐洲可能淪陷及第二使用B83核彈，後來美國總統命令在核彈襲擊中倖存的美軍去重奪西雅圖，若無法及時奪回西雅圖，便計劃利用核彈將西雅圖和敵軍玉石俱焚。索耶為了避免發生班農上尉那樣的犧牲，命令其軍隊必須在中華人民共和國軍隊到達前重奪西雅圖。他們成功突破紅軍前線，並奪取普吉特海湾和蘇軍的反艦飛彈發射器以對抗中國海軍，但仍不足以阻止中國軍隊登陸西雅圖。美軍開始對西雅圖的蘇軍進行反攻，最終成功在中國軍隊到達前摧毀蘇軍指揮中心，三架F-15已經到達西雅圖港口並對港口蘇聯船隻投下炸彈後，索耶上校、帕克上尉、偉伯少校正在討論如何掃蕩西雅圖的蘇聯殘軍，此時蘇聯狙擊手正試圖狙擊索耶上校但誤擊偉伯少校，上校拿起偉伯少校的槍向狙擊手反擊後，確認偉伯少校的傷勢並讓帕克上尉去找醫護兵，所幸傷勢不嚴重，在偉伯少校經過短暫治療後，重新指揮他的部隊對抗殘存蘇軍，最終在美軍死守據點與威金斯上校的營大隊抵達後，成功擊潰殘存蘇軍。在西雅圖安全後，中國艦隊在缺少支援下，無法登陸西雅圖後便開始返航。

## 多人模式
《冲突世界》的游戏魅力之一就在于多人模式。多人模式下，玩家可选择美国或苏联阵营中的步兵（Infantry）、装甲（Armor）、陆航（Air）、支援（Support）四类兵种进行游戏。每类兵种均有独特的游戏风格。

### 作战兵种

#### 步兵
步兵主要包括普通步兵、反坦克步兵、伞兵、狙击手和工程兵以及配套运输车辆。步兵的火力也能打击到直升机。供玩家参考的建议总结如下：考虑到步兵较慢的响应和脆弱的防护，他们并不适合用来微操，但步兵却是执行多种任务和战术的好手。操控步兵的技巧在于让他们在正确的时间出现在正确的地点。步兵要注意使用高地、森林、建筑等进行自身掩护，有时需要禁止开火，但不要让狙击手一直待在建筑内，因为暴露后将成为炮兵的攻击对象。使用装甲车载具可以提高步兵的机动和防护。

#### 装甲
装甲单位包括轻、中、重三型坦克，装甲运输车，两栖装甲车。供玩家参考的建议有：在火力、防护和机动方面，装甲单位有很大优势。由于侧面和后面装甲相对较弱，装甲单位应始终以正面朝向对方火力来源。面对武装直升机或反坦克单位突袭时要逐一释放各单位的防御烟幕以换取己方防空单位救援的时间。装甲运输车拥有较强的防空火力，有的还配备了反坦克导弹。两栖装甲车适合用于渡河抢点，借助河流有时可以避开对方的防御阵地。

#### 支援
支援单位包括中、重型防空车，装甲维修车，中、重型火炮。尤其是火炮等装备，在战场上能够进行强大的火力输出，但也受到无法参与近战的限制。当与友方装甲单位协调时，支援单位才能发挥最佳效果。选择支援单位还意味着玩家可以使用更少的战术支援点来进行远程活力打击。

#### 陆航
陆航单位主要包括轻型武装侦察直升机、中型和重型武装直升机及运输型直升机。空中单位的优势在于高度的机动性并搭配强大的火力，在没有敌方防空单位的情况下，陆航单位可以正面对抗敌人。其缺陷在于无法占领指挥点以及在面对防空车、装甲运输车和步兵防空单位时较为脆弱。

### 本地多人模式
在《冲突世界》初始界面中的多人模式有“在本地网络中游戏”的选项，通过创建或加入本地服务器，使用相同网络的局域网玩家可以进行对战。

### 在线多人服务器
游戏的多人后端中央服务器“Massgate”为所有《冲突世界》玩家提供多种在线功能，但在2015年12月育碧官方宣布关闭Massgate。幸运的是，2017年12月育碧发布了Massgate的开源版本，包含了有关构建和运行Massgate、Web服务器和专用服务器的信息，甚至还有一些改进建议。代码开源后，任何玩家都可以托管他们自己的Massgate服务器。育碧表示，开源版本的代码与 2007 年游戏发布时的代码基本相同，只做了很小的调整，使它建立在一个相对现代的编译器上，并消除了管理CD密钥的必要性。Massgate原先是用MySQL 4.2.1构建的32 位旧版本服务器，它已通过更新版本的MySQL进行了简要测试，但不能保证能够完美工作。玩家需要MySQL、CMake以及某些版本的Visual Studio软件才可使用这些后端代码，并需要一定的编程知识。玩家社群非常兴奋，也许很快就会出现饭制《冲突世界》的多人服务器。

## 资料片
该游戏的新版本《冲突世界：苏联进攻》在2009年3月作为Windows版的资料片发布。原发布计划中为家庭游戏机Xbox 360和PS3开发的同名游戏已经取消。新版本包括了来自苏联角度的全新战役。在新的版本可以通过使用上下文菜单或使用语音通信耳机在战场上调用增援，就像《汤姆·克兰西之末日之战》。游戏包括新的地图，以及新的电影和过场动画，但没有包括新单位。
2008年8月6日，動視暴雪将Massive Entertainment出售给育碧软件。随即育碧发布了新的零售组合《冲突世界：完整版》，其包含《冲突世界》和资料片《苏联进攻》两款游戏。完整的游戏包可通过零售商店GOG（页面存档备份，存于）购买或经由育碧在2017年12月份发起的限时赠送活动免费获得。其他游戏平台如Steam、Direct2Drive上的《冲突世界》均下架不再销售。

## 模组
《冲突世界：现代战争》模组在2011年发布，目前已更新到5.1版。

## 評價
| 汇总媒体     | 得分   |
| ------------ | ------ |
| GameRankings | 89/100 |
| Metacritic   | 89/100 |

| 媒体              | 得分    |
| ----------------- | ------- |
| Eurogamer         | 9/10    |
| Game Informer     | 9.25/10 |
| GameSpot          | 9.5/10  |
| IGN               | 9.3/10  |
| PC Gamer英国      | 88/100  |
| PC Gamer美国      | 93/100  |
| PC PowerPlay      | 9/10    |
| PC Zone           | 92/100  |
| Games for Windows | 8/10    |

《冲突世界》主要獲得極高的評價。在北美、德國和澳大利亞，《冲突世界》均在發佈後一周中高居每週銷售排行榜的首位。
《冲突世界》在遊戲評論家手中收到了“普遍良好的評價”。
Metacritic給予冲突世界的評分為89%。
Gamespot則給予遊戲9.5/10的評分，稱之為「工作室的傑作」，並授予編輯推薦獎。
IGN亦授予《冲突世界》編輯推薦獎。另外，澳大利亞遊戲雜誌PC PowerPlay和PC Zone均給予此遊戲「經典獎」。PC Gamer US除了授予《冲突世界》編輯推薦獎外，還將之列為2007年RTS遊戲之最。
在遊戲的最初版本於2007年9月推出之前，《冲突世界》已於2007年電子娛樂展覽中獲得多個獎項：
- IGN：最佳PC戰略遊戲、最佳戰略遊戲（所有平台）、2007年E3最佳遊戲[43][44]
- Gamespot：E3最佳策略遊戲、2007年E3編輯推薦獎[45]
- GameTrailers.com：E3最佳戰略遊戲[46]
- Game Critics：2007年E3最佳戰略遊戲、2007年E3 遊戲之最[47]

《冲突世界》成為了2007年職業電子競技聯盟世界巡迴的其中一個遊戲。

## 相關条目
- 支持DirectX 10游戏列表